# Hiệp Hoà
Hiệp Hoà, född 1847, död 1883, kejsare över Vietnam - regerade en kort tid under 1883. Han var bror till den förr förra monarken Tự Đức. När han tillträdde rådde krig med Frankrike och som Vietnam var chanslöst i och bland det första han fick göra var att skriva under et fördrag som gjorde norra och centrala Vietnam till franskt protektorat (tidigare hade södra delarna mött samma öde). Han hamnade i konflikt med de ledande mandarinerna och tvingades avgå och ta gift.